# 慕容桓
慕容桓（?—?），十六国时期前燕文明帝慕容皝之子。354年四月，他哥哥前燕皇帝慕容儁封慕容桓为宜都王。

## 事蹟
370年八月，前燕皇帝慕容暐命太傅、上庸王慕容评率军30万援壶关、晋阳，抵御前秦；遣慕容桓率军万余屯沙亭（今河北大名东）为后继。慕容评败于前秦王猛，慕容桓率军撤至内黄（今河南内黄西北），前秦军遂进围邺城。十一月初六，慕容桓由内黄退去龙城（今辽宁朝阳），初七，前燕散骑侍郎馀蔚等夜开北门，迎接前秦军，慕容暐等逃向龙城，被前秦军追俘；各州郡牧守先后降，前燕亡。
前秦郭庆至龙城，慕容评投奔高句丽，高句丽将慕容评送给前秦。慕容桓杀死侄子镇东将军渤海王慕容亮，併其部众，奔辽东，辽东太守韩稠已降前秦，慕容桓不能入辽东城。373年，郭庆遣将军朱嶷击杀慕容桓。

## 儿子
- 慕容凤，后燕宜都王
- 慕容顗，西燕皇帝
- 慕容荣，北魏使持节、安南将军、冀州刺史、赵郡简公